# نقطة الانحدار
نقطة الانحدار(بالإنجليزية: steep point)‏ هي أقصى نقطة في غرب أستراليا، في أستراليا الغربية على بعد 670 كيلومترًا شمال عاصمة الولاية بيرث، في منتزه إديل لاند الوطني المقترح. وهي أيضًا جزء من موقع (Shark Bay) خليج القرش للتراث العالمي.
هي قبعة أسترالية هي الأكثر تطوراً في الغرب في القارة الجنوبية. تقع في نهاية شبه الجزيرة Carrarang، شبه الجزيرة كبيرة تغلق جنوب غرب الخليج من المحيط الهندي المعروف باسم خليج القرش، على غرب الساحل من غرب أستراليا انها علامات أيضا المدخل الجنوبي لل، مضيق يسمى ممر شائك يفصلها عن جزيرة ديرك هارتوجوفي كيب Ransonnet.

## معرض صور

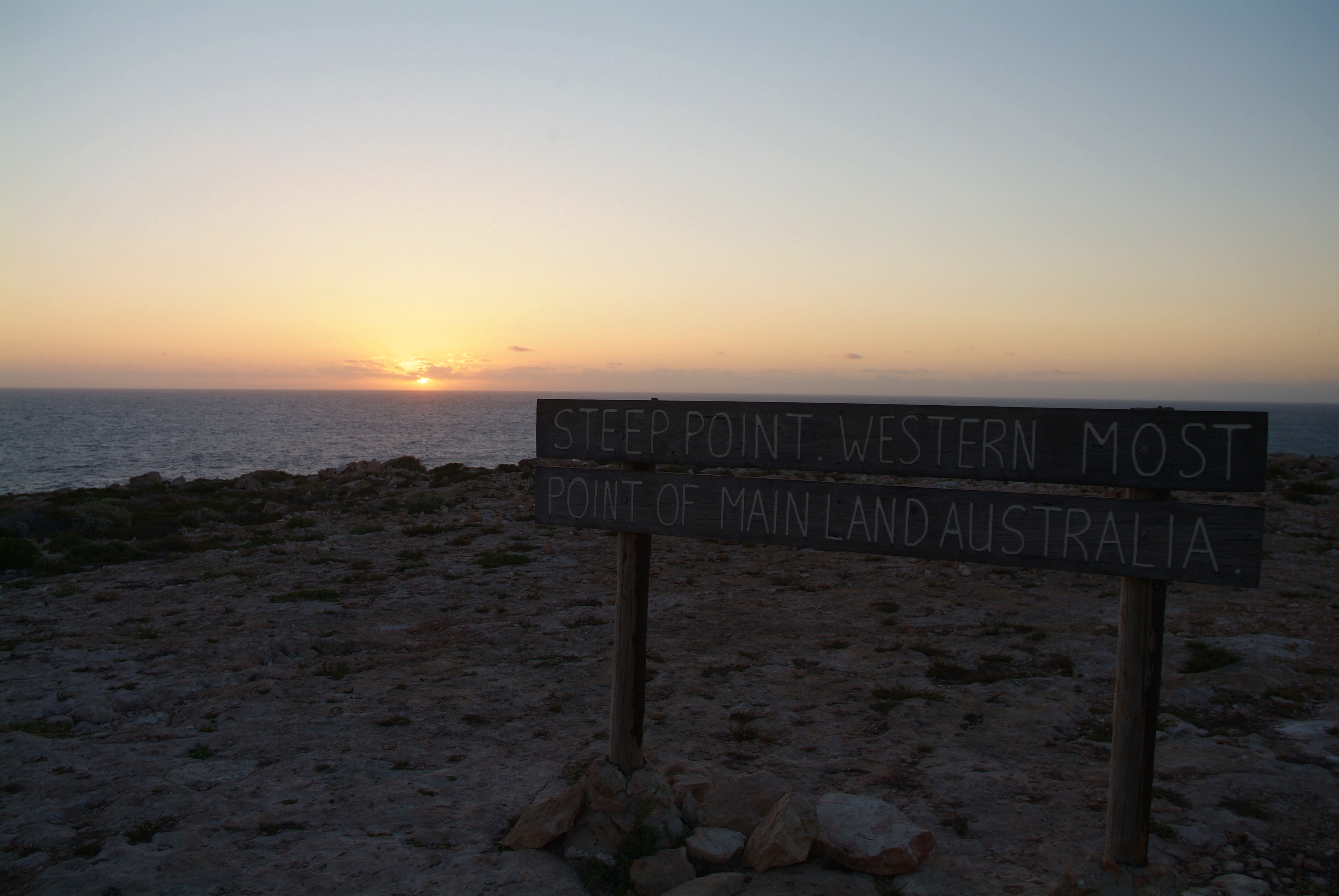
"الغروب النهائي" في أستراليا في نقطة الانحدار.
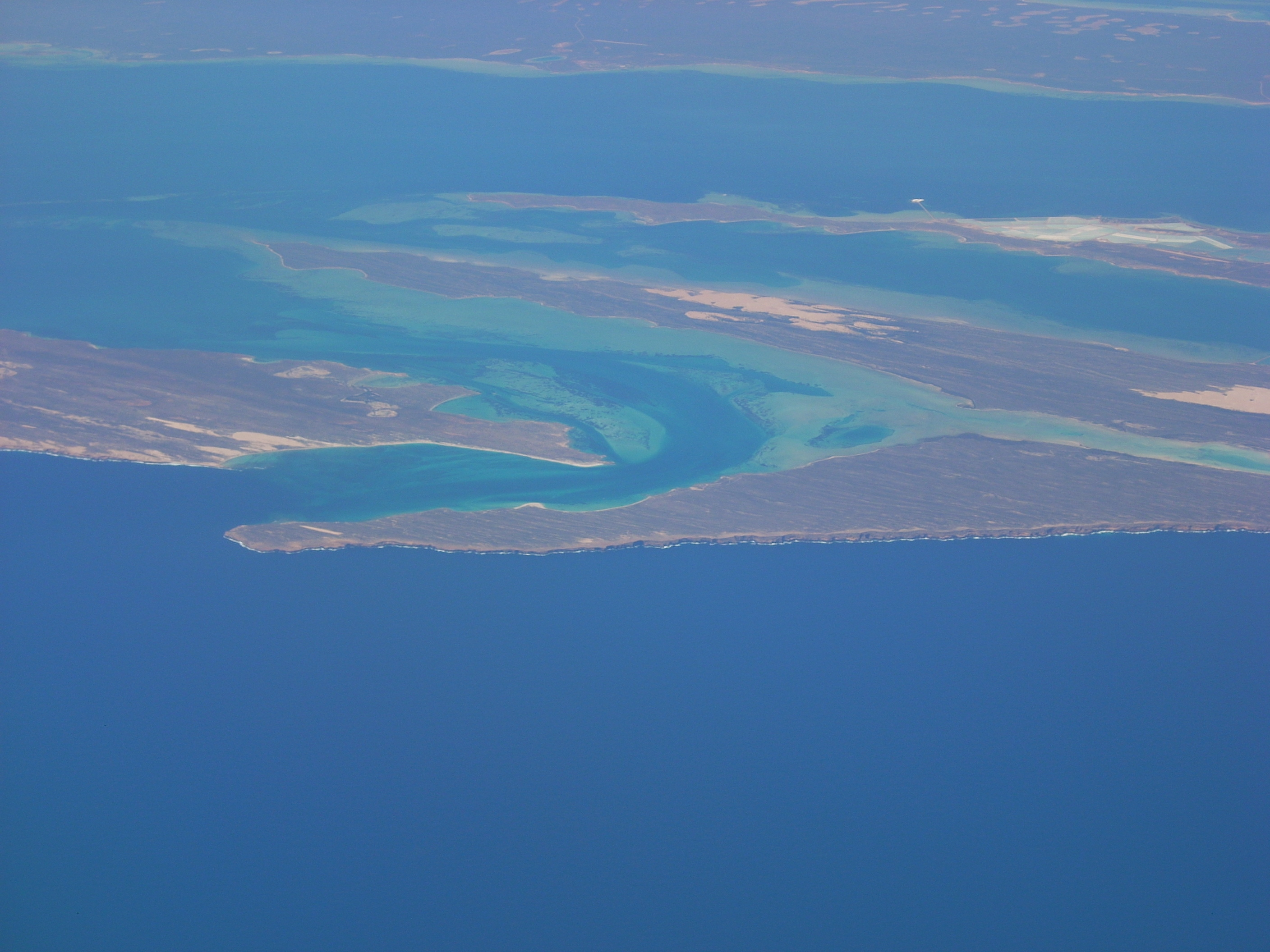
منظر جوي لنقطة الانحدار وجزيرة Dirk Hartog.
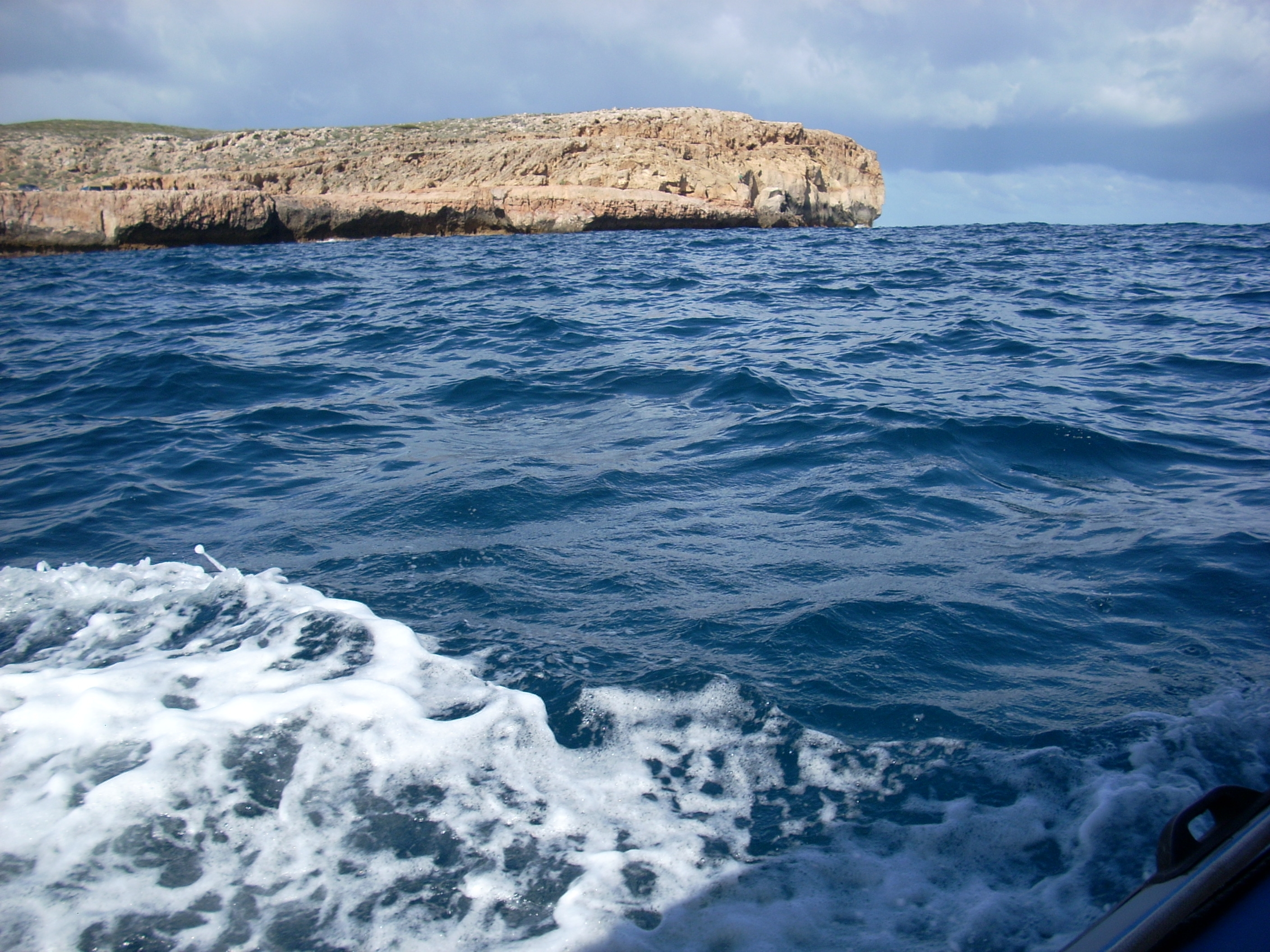
نقطة الانحدار، كما تُرى من الشمال.